# Łowczówek

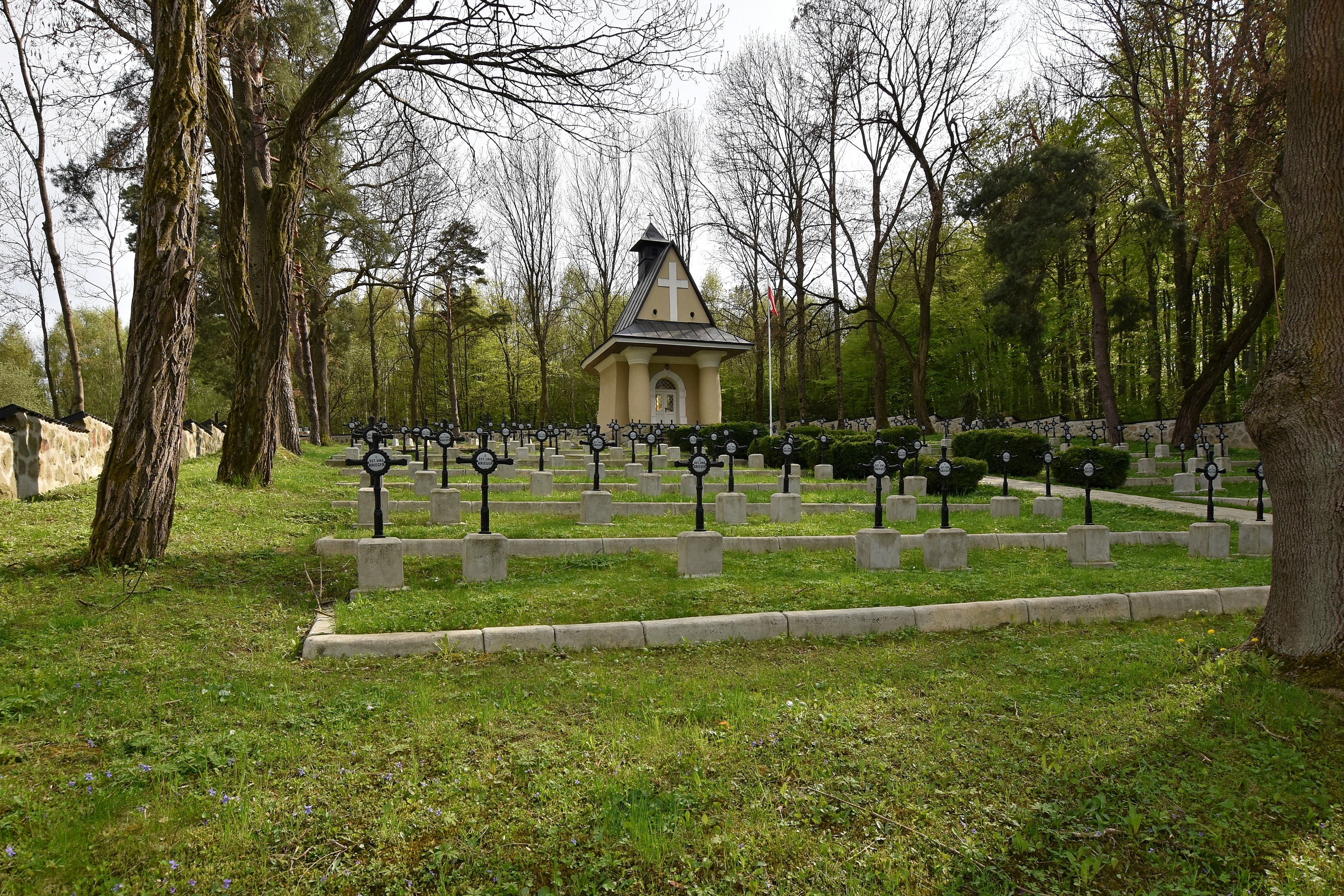
Cmentarz wojenny nr 171 – Łowczówek,
Cmentarz Legionistów Polskich

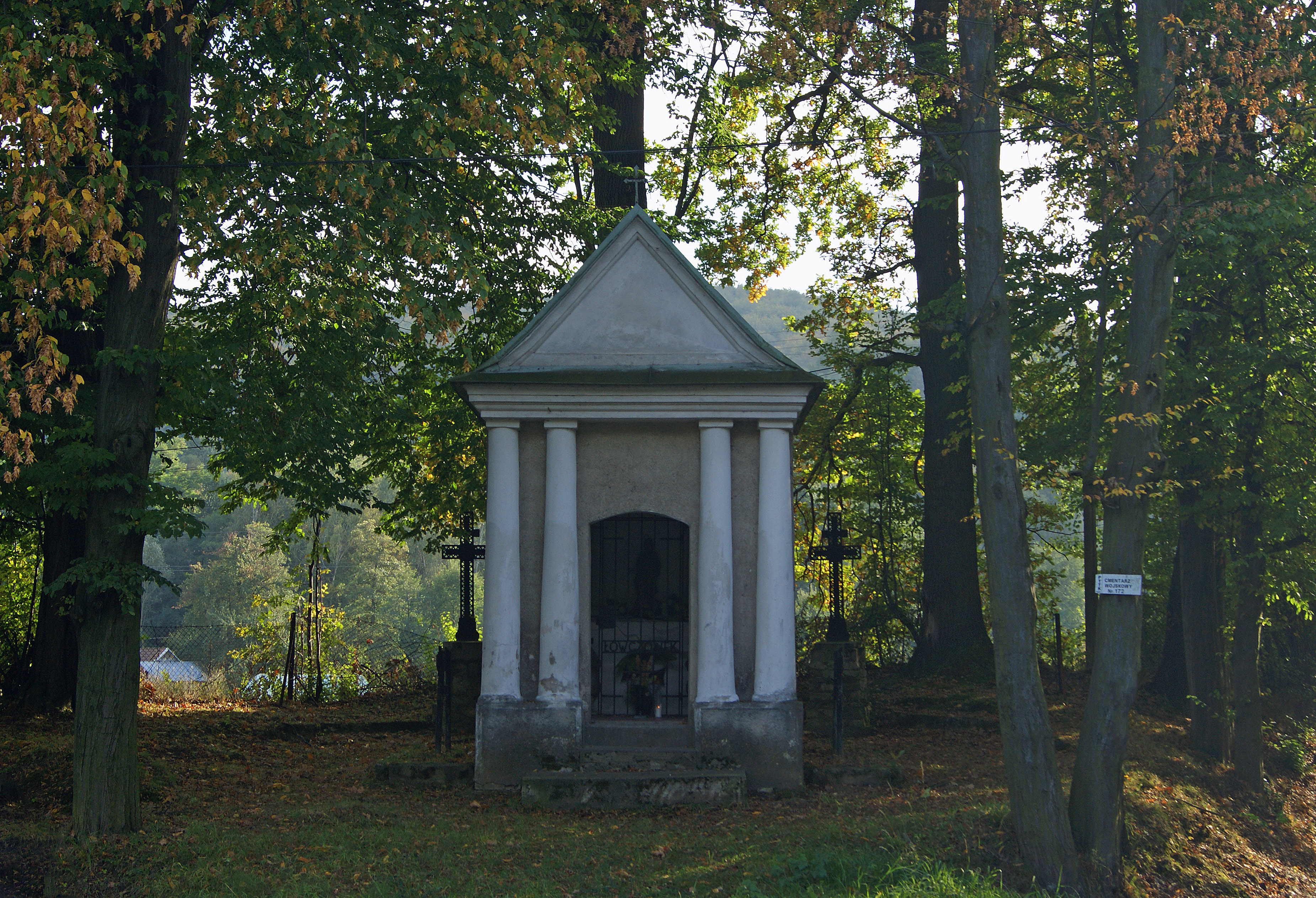
Cmentarz wojenny nr 172 – Łowczówek

Łowczówek – wieś w Polsce położona w województwie małopolskim, w powiecie tarnowskim, w gminie Pleśna.
| SIMC    | Nazwa             | Rodzaj    |
| ------- | ----------------- | --------- |
| 0826993 | Bagno             | część wsi |
| 0827018 | Pod Góralką       | część wsi |
| 0827024 | Pod Starym Mostem | część wsi |
| 0827030 | Równie            | część wsi |
| 0827053 | Wola              | część wsi |

W latach 1975–1998 miejscowość administracyjnie należała do województwa tarnowskiego.
I Brygada Legionów Polskich, po objęciu jednego z najtrudniejszych odcinków frontu pod Tarnowem, gdzie Rosjanie przełamali front austriacki, stoczyła bitwę pod Łowczówkiem. W walce z doborową dywizją rosyjską legioniści pod dowództwem Kazimierza Sosnkowskiego zdobyli 3 szeregi okopów i odparli 16 ataków, utrzymując statecznie front. Do niewoli dostało się około 600 Rosjan. Bitwa ta zakończyła pierwszy okres ciężkich walk legionowych, prowadzonych nieprzerwanie od sierpnia 1914 roku.
Łowczówek wymieniany jest na tablicy przy Grobie Nieznanego Żołnierza w Warszawie.

## Zabytki
Obiekty wpisane do rejestru zabytków nieruchomych województwa małopolskiego.
- Cmentarz wojenny nr 171 – Łowczówek
- Cmentarz wojenny nr 172 – Łowczówek